# Descending Circles
Descending Circles  ist ein Jazzalbum des Howard Riley Elton Dean Quartet. Die am 4. und 5. Oktober 1995 im The Premises Studio, London, entstandenen Aufnahmen erschienen 1996 auf dem Label Blueprint.

## Hintergrund
Der Pianist Howard Riley und der Saxophonist Elton Dean spielten seit Mitte der 1980 im Duo. Seit 1989 arbeiteten sie gelegentlich im Quartett. Die Gruppe, zu der der Bassist Mario Castronari aus  Rileys Feathers Trio und der Schlagzeuger Mark Sanders gehörten, nahm 1990 ein erstes Album auf. Auf dem zweiten Album Descending Circles interpretierten sie sieben Eigenkompositionen.

## Titelliste
- Howard Riley: Descending Circles (Blueprint BP221CD)[1]

1. Rumours (Elton Dean) 7:14
2. First in the Wagon (Elton Dean) 9:28
3. Descending Circles (Howard Riley) 10:22
4. Alignment (Elton Dean, Howard Riley, Mario Castronari, Mark Sanders) 8:38
5. Veracity (Howard Riley) 6:03
6. Glimpsing (Elton Dean, Howard Riley, Mario Castronari, Mark Sanders) 7:47
7. Sunflower (Howard Riley) 4:14

## Rezeption
Steve Loewy verlieh dem Album in Allmusic vier Sterne und schrieb, Howard Riley besitze eine ungewöhnliche Fähigkeit, Genres zu überbrücken, wie er hier mit einer Vielfalt von Hard Bop, Post Bop und freien Stilen zeigt. Die Aufnahme sei effektiv in drei Teile gegliedert: Zwei der Stücke seien Übungen in freier Improvisation, die beiden am meisten Jazz-orientierten Stücke seien faszinierende Kompositionen von Dean und drei seien ansprechend verschrobene Melodien aus der Feder von Riley. Das Niveau der Musikalität würde durchweg hoch bleiben, auch wenn keine neuen Wege beschritten würden. Elton Dean erweise sich als äußerst versierter, geradliniger Spieler, was diejenigen überraschen könnte, die seine Arbeit mit der gefeierten Fusion-Gruppe Soft Machine und später als Mitglied der beeindruckenden britischen Avantgarde-Improvisationsszene kennen.